# جينيستا لبنانية
الجينيستا اللبنانية (باللاتينية: Genista libanotica) نوع نباتي يتبع جنس الجينيستا من الفصيلة البقولية.

## الموئل والانتشار
موطنها مناطق بلاد الشام وتركيا.